# Національний парк Снайфетльсйокутль
Національний парк Снайфетльсйокутль (ісл. Þjóðgarðurinn Snæfellsjökull) — національний парк розташований на західному краю півострова Снайфедльснес в Ісландії (регіон Вестурланд). Названий на честь однойменного льодовика Снайфетльсйокутль на вершині вулкана Снайфетль. Близькість парку до Рейк'явіка (приблизно 2 години їзди) і різноманітність мальовничих ландшафтів робить його одним з найвідвідуваніших національних парків Ісландії.

## Фізико-географічні характеристики

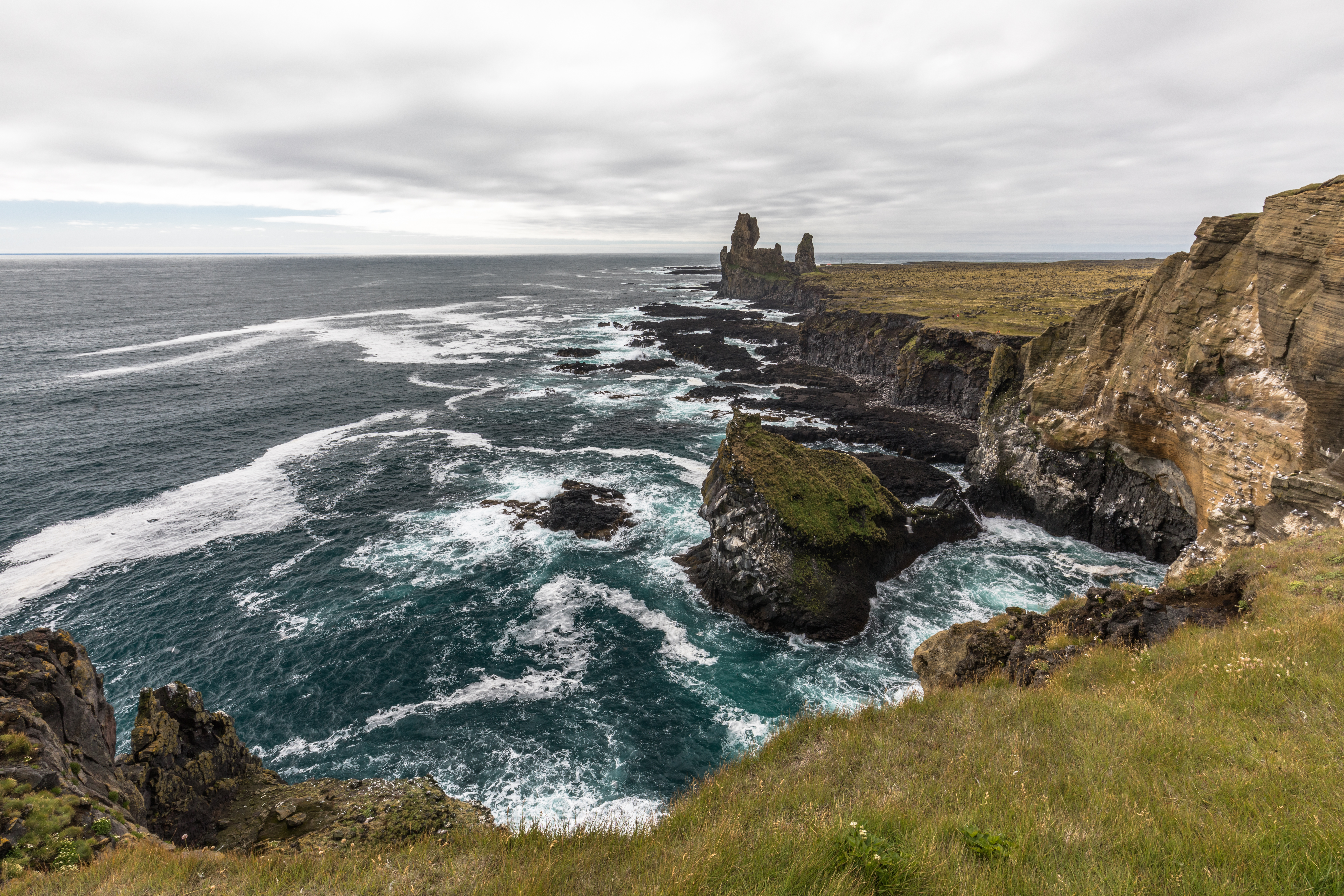
Маларіф

Національний парк займає територію 170 км² і розташований на західному краю півострова Снайфедльснес у регіоні Вестурланд, між містом Гетліссандюр та селищем Гетльнар. Протяжність парку з півночі на південь становить близько 25 км, ширина — від 3 до 7 км. На сході парк частково прилягає до дороги Jökulhálsleið (№ 570), що йде через перевал хребта Снайфедльснес від Стапі до міста Оулафсвік.
У національному парку представлено різні геологічні утворення як часів останнього льодовикового періоду, так і сучасніші (останні 11000 років). У ландшафті національного парку дуже помітні порізані потоки лави, утворені при виверженнях гавайського типу. Менш помітні лавові потоки, утворені при підльодовикових виверженнях. Більшість лавових потоків походять від вивержень вулкана Снайфетль, тобто з численних кратерів на його схилах та на вершині.

## Історія
Підготовка до створення національного парку Снайфетльсйокутль була досить довгою. На Конгресі з охорони природи 1972 року вперше ухвалено рішення про створення національного парку на околиці Снайфедльснеса. Потім це рішення неодноразово підтверджувалось, але до реальних робіт зі створення парку не дійшло. Тільки 1994 року розпочалися роботи з планування території парку та виділення земель під нього. Процес проходив досить повільно, але все ж 28 червня 2001 року Національний парк Снайфетльсйокутль відкрили.
Метою створення парку названо захист унікальних ландшафтів навколо льодовикового вулкану Снайфетльсйокутль (льодовик Снайфетльсйокутль, лагуна Д'юпалоунссандур, кратер Сахсхоутль, лавові формації Лоундраунгар, співоча печера Сьонґгедлір і каньйон Рейдфельдарг'яу зі прихованим водоспадом), охорона рідкісних рослин, тварин (зокрема, гніздівок білоголового орлана) та важливих історичних пам'яток (залишки стародавніх ісландських поселень).

## Флора і фауна
Ґрунт у цьому районі парку вулканічний і дуже пористий, тому, як і у високогірних районах Ісландії, до яких іноді відносять цей регіон, вода швидко просочується в ґрунт. Тим не менш, у національному парку місцями можна знайти дуже багату та різноманітну рослинність — понад 80 видів вищих рослин. Така велика кількість пов'язана з тим, що ландшафти парку дуже різноманітні — сухі лавові поля і пустища, чергуються з вологими тріщинами і печерами, галькові та піщані пляжі перемежовані скелями та урвищами, піщані дюни чергуються з водоростевими мілинами. Лавові поля вкриті суцільним шаром моху і в них є улоговини та тріщини з вологолюбними рослинами. На пустищах ростуть різні види лишайників, вересу, полярна верба та буяхи. Біля скель зустрічається карликова береза. На берегах та пляжах дуже багата прибережна рослинність.
Деякі рослини перебувають під особливим захистом, наприклад, два види лишайників Lobaria scrobiculata і Pseudocyphellaria crocata, а також один вид вищих рослин — Paris quadrifolia, надзвичайно рідкісний в Ісландії.
|                           |                      |                       |
| Pseudocyphellaria crocata | Lobaria scrobiculata | Вороняче око звичайне |

У парку мешкають всього три види наземних ссавців, а на узбережжі зустрічаються тюлені.
|                |        |                    |                    |                  |
| Візон річковий | Песець | Мишак європейський | Тев'як довгомордий | Тюлень звичайний |

На території парку мешкає понад 40 видів птахів, серед яких рідкісний для Ісландії орлан білоголовий. У парку містяться найбільші гніздування полярної крячки (понад 12 500 пар), охорона яких має важливе міжнародне значення.
|                         |                         |                         |                    |                        |
| Орлан білоголовий       | Іпатка атлантична       | Чирянка мала            | Щеврик лучний      | Крижень                |
|                         |                         |                         |                    |                        |
| Мартин трипалий         | Пухівка                 | Баклан чубатий          | Чистун арктичний   | Коловодник звичайний   |
|                         |                         |                         |                    |                        |
| Крех середній           | Мартин морський         | Каменярка               | Кайра товстодзьоба | Кульон середній        |
|                         |                         |                         |                    |                        |
| Кам'янка звичайна       | Подорожник лапландський | Пуночка                 | Мартин трипалий    | Підсоколик малий       |
|                         |                         |                         |                    |                        |
| Мартин сріблястий       | Дрізд білобровий        | Куріпка тундрова        | Пісочник великий   | Побережник морський    |
|                         |                         |                         |                    |                        |
| Свищ євразійський       | Плиска біла             | Плавунець круглодзьобий | Гагара червоношия  | Побережник чорногрудий |
|                         |                         |                         |                    |                        |
| Поморник короткохвостий | Кайра тонкодзьоба       | Крячок полярний         | Баранець звичайний | Мартин полярний        |
|                         |                         |                         |                    |                        |
| Грицик великий          | Крук                    | Мартин звичайний        | Сивка звичайна     | Буревісник кочівний    |
|                         |                         |                         |                    |                        |
| Кречет                  | Лебідь-кликун           | Гагарка мала            |                    |                        |

## Паркова інфраструктура
Національний парк Снайфетльсйокутль відкритий протягом цілого року. До парку можна потрапити дорогою Útnesvegur (№ 574). Головний офіс національного парку розташований у Гетліссантурі, в Гетльнарі біля Маларріфа розташована експозиція та інформаційний центр для відвідувачів. На території парку є декілька стоянок для відпочинку. Парк перетинають численні розмічені пішохідні стежки та маршрути для верхової їзди. Вони часто збігаються зі старими верховими стежками, які до початку XX століття були в цьому регіоні єдиними дорогами.
За національний парк відповідає доглядач національного парку та два його помічники. У літні місяці з'являються сезонні працівники, які доглядають експозицію та інформаційний центр у Гетльнарі, здійснюють із туристами походи національним парком тощо. Персонал національного парку також займається заказником Будархрейн, пляжом в Арнарстапі та заказником Баурдарлейг біля Гетльнара.